# Томас Едуард Боудич
Томас Едуард Боудич (англ. Thomas Edward Bowdich) (20 червня 1791 — 10 січня 1824) — британський мандрівник і натураліст.

## Біографія
21-річним Томас Едуард Боудич вирушив до Африки, взяв участь у серії експедицій по країнах Африки. З 1820 по 1822 рік жив у Парижі, де вивчав математику і науку. Був у близьких стосунках з Жоржем Кюв'є, бароном фон Гумбольдтом та іншими вченими. У 1822 році він знову відплив з Англії з метою присвятити себе дослідженню африканського континенту. Щойно приїхав в гирло Гамбії, коли захворів на малярію і невдовзі помер від неї.
Із зоологічної точки зору його найбільш важливою науковою працею був аналіз природної класифікації ссавців, для використання студентами та мандрівниками. У цій класифікації він визнав три систематичні групи ссавців і описав їх характеристики:
- Хижі (Carnivora),
- Гризуни (Rodentia),
- Комахоїдні (Insectivora).

У ботаніці його ім'я записано як T. E. Bowdich.

## Описані таксони
Хижі, Pomadasys incisus, Bodianus speciosus, Ethmalosa fimbriata